# Нуфринген
Нуфринген (њем. Nufringen) општина је у њемачкој савезној држави Баден-Виртемберг. Једно је од 25 општинских средишта округа Беблинген. Према процјени из 2010. у општини је живјело 5.331 становника. Посједује регионалну шифру (AGS) 8115037.

## Географски и демографски подаци
Нуфринген се налази у савезној држави Баден-Виртемберг у округу Беблинген. Општина се налази на надморској висини од 459 метара. Површина општине износи 10,0 km². У самом мјесту је, према процјени из 2010. године, живјело 5.331 становника. Просјечна густина становништва износи 531 становника/km².